# Mihrengiz Kadın
Mihrengiz Kadın, död 1938, var andra hustru till den osmanska sultanen Mehmet V (regerande 1909–1918).
Hennes ursprung är obekräftat, men hon förmodas ha tillhört de cirkasser som flydde till Osmanska riket under Rysk-turkiska kriget (1877–1878). Hon gavs till det kejserliga osmanska haremet som barn. Hon blev konkubin till prins Mehmet, och fick 1886 sitt enda barn; en son. I april 1887 ägde vigseln rum. 
Hennes make blev sultan i april 1909. Hon fick då titeln tredje Kadın och senare samma år andra Kadın och därmed nummer två i rang av sultanens hustrur. 1912 blev hon medlem i Hilal-i Ahmer, en välgörenhetsförening för kvinnor. Under första världskriget besökte hon ett sjukhus för sårade soldater och höll ett offentligt tal till dem, något som bröt den traditionella könssegregationen. 30 maj 1918 tillhörde hon de kvinnliga medlemmar av sultanens familj som tog emot Österrikes kejsarinna Zita av Bourbon-Parma i Yıldızpalatset under det österrikiska kejsarparets statsbesök. 
Safiye Ünüvar beskrev henne som sjuklig. 
Hon blev änka 1918. Det osmanska sultanatet avskaffades 1 november 1922 och det osmanska kalifatet i mars 1924, varefter alla medlemmar av den före detta osmanska dynastin förvisades från den nya republiken Turkiet. Hon bosatte sig med sin son i Beirut, sedan franska rivieran, och slutligen i Alexandria i Egypten.  